# Chazan

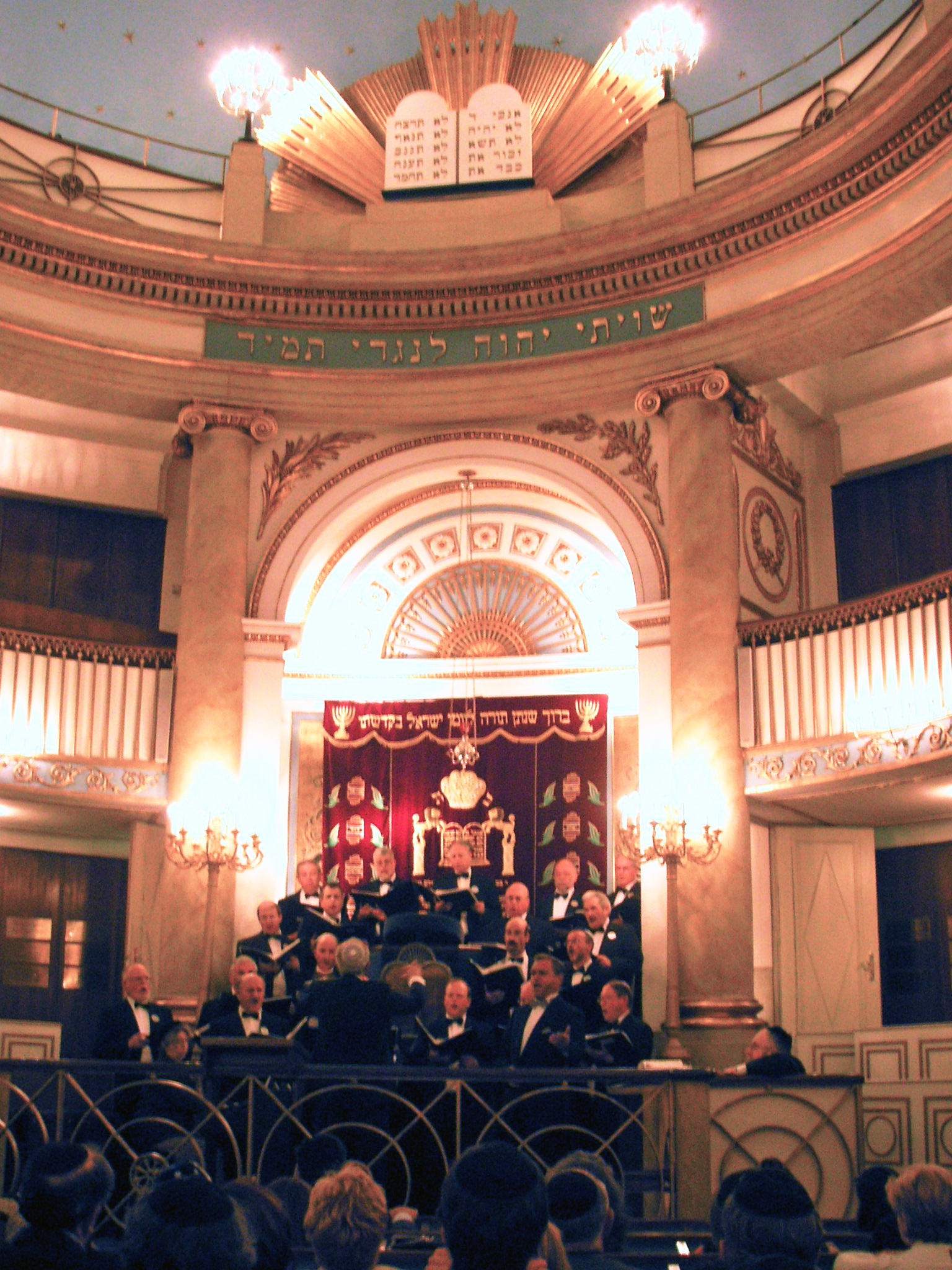
Chazanoetconcert in de Stadttempel, Wenen, augustus 2006

De chazan (Hebreeuws: חזן, meervoud: chazaniem) of ba'al tefillah is de voorzanger bij een joodse gebedsdienst. De kunst van het voorzingen wordt chazanoet genoemd. 

## Achtergrond
De term chazan wordt door sommigen gebruikt voor een (professionele) voorzanger die zijn teksten zingt volgens traditionele melodieën; dit is niet vereist, alle teksten mogen ook uitgesproken worden zonder gezang. De term ba'al tefillah wordt meer gebruikt voor niet-geschoolde voorzangers die voorgaan in het gebed als een van de synagogegangers, maar geen vaste voorzangers zijn. Vooral in het liberale en conservatieve jodendom betekent de term vaak iemand die is opgeleid als zanger en zeer bekend is met de joodse liturgie. De chazan helpt dan de aanwezigen in de synagoge het gebed te zingen.
In liberale of masorti gemeenten geeft de chazan ook vaak leiding aan een koortje.
Tevens geeft hij zangles. In orthodoxe gemeenten, waar de leden meestal zelf getraind zijn in het reciteren van het gebed, wordt de taak van de voorzanger vaak afwisselend door de leden vervuld. Synagoges waar dagelijks gebedsdiensten zijn (het jodendom kent 22 gebedsdiensten per week) hebben vaak een vaste chazan voor sjabbat, terwijl op weekdagen de leden deze functie afwisselend overnemen.

## Kwalificaties
Een geoefende chazan moet over meerdere kwalificaties beschikken: hij moet de Hebreeuwse teksten begrijpen, kunnen lezen en met een mooie stem kunnen voordragen. Daarnaast moet hij als persoon aanvaard zijn door de gemeenschap waarvan hij een afgezant is in de communicatie met G'd. Van belang is voorts dat hij een grondige kennis heeft van de muzikale traditie (aangeduid met de term chazanoet) van de synagoge of gemeenschap die hij in het gebed leidt. In het West-Europese Jodendom, waartoe ook het Nederlandse Jodendom behoort, bestaat er een uitgebreide synagogaal-muzikale traditie die voor bepaalde momenten, dagen en feesten gedurende het jaar een eigen set aan melodieën voorschrijft. De chazan wordt geacht hier in thuis te zijn. 
Iedere joodse man van 13 jaar of ouder kan chazan zijn; er is geen speciale opleiding voor vereist. Ook is het meestal geen betaalde functie: meestal wordt, zeker in kleine minjanim gewoon arbitrair een chazan gekozen. 

## Bekende chazaniem
Chazan Hans Bloemendal heeft op meerdere cd's onder de titel Tefillot shebe'al Peh de Amsterdamse chazanoet-traditie in belangrijke mate vastgelegd. Ook verscheen van hem het boek (2 delen) Amsterdams Chazzanoet en meerdere cd's, waar hij, begeleid door een mannenkoor, op is te horen. Andere versies van Nederlandse chazanoet-melodieën, gezongen door de Rotterdamse chazan Max Seijffers, zijn op een dubbel-cd Ahawat Olam gepubliceerd. 
Overige chazaniem uit Nederland die op lp of cd zijn te beluisteren: Benzion Moscovits, Israel Maroko, Wolf Reisel en de synagoge-koren Koor der Grote Synagoge Amsterdam en het Amsterdams Synagogaal Koor. Ook van de Portugese traditie zijn diverse opnames gemaakt, veelal voor opleidingsdoeleinden.

### Liederen (mp3)
- Lecha Dodi, versie 1 (3:06 min.)
- Lecha Dodi, versie 2 (3:01 min.)
- Lecha Dodi, versie 3 (droevige versie, voor de Sjabbat voor Tisja Be'av) (4:47 min.)
- Keil Adon (3:20 min.)
- Shir HaKavod (3:50 min.)
- Keili Tzion (Tisja Beav) (4:00 min.)